# Gian Francesco Malipiero
Pour les articles homonymes, voir Malipiero.
Gian Francesco Malipiero (Venise, 18 mars 1882 — Trévise, 1er août 1973), est un compositeur italien, musicologue et éditeur de musique.

## Biographie
Petit-fils du compositeur d'opéra Francesco Malipiero (1824-1887), Gian Francesco Malipiero connaît une enfance agitée : ses parents se séparent en 1893 et son père Luigi, pianiste et chef d'orchestre, l'emmène avec lui à Trieste, Berlin et Vienne. Malipiero étudie au conservatoire de Vienne en 1898 avant de retourner chez sa mère à Venise en 1899. Il entre alors au Liceo Musicale et apprend le contrepoint avec Marco Enrico Bossi. Lorsque ce dernier s'installe à Bologne en 1902, Malipiero étudie seul. Il découvre et transcrit les compositeurs baroques italiens, alors complètement tombés dans l'oubli, notamment Claudio Monteverdi et Girolamo Frescobaldi. Cette découverte va transformer sa vie. Lorsqu'il rejoindra Bossi à Bologne en 1904, sa technique d'écriture sera suffisamment achevée pour qu'il obtienne le diplôme du Liceo Musicale de Bologne. Malipiero devient alors l'assistant du compositeur aveugle Antonio Smareglia.
Malipiero assiste à la première du Sacre du printemps d'Igor Stravinsky à Paris en 1913, juste après avoir fait la connaissance d'Alfredo Casella. Il en est bouleversé et dira qu'il avait eu l'impression de sortir d'une longue léthargie. Malipiero acquiert la notoriété en remportant quatre des cinq prix de composition d'un concours organisé par l’Accademia di Santa Cecilia à Rome à laquelle il soumet cinq compositions sous cinq pseudonymes différents.
En 1923, Malipiero se joint à Alfredo Casella et Gabriele D'Annunzio qui créent la Corporazione delle Nuove Musiche. Dans l'Italie fasciste, il est en bons termes avec Mussolini jusqu'à ce qu'il mette en musique le livret de Luigi Pirandello La favola del figlio cambiato, ce qui lui vaudra la condamnation des fascistes.
Installé dans la petite ville d'Asolo depuis 1921, Malipiero poursuit son grand œuvre éditorial entre 1926 et 1942, l'édition complète des œuvres de Monteverdi. En 1932, il est nommé professeur de composition au Liceo Musicale de Venise (qui deviendra conservatoire en 1940 sous le nom de Conservatoire Benedetto Marcello de Venise). Il en sera le directeur de 1939 à sa retraite en 1952.

## Œuvre
Sur soixante-dix ans de carrière, Malipiero écrit 17 symphonies, près de 40 opéras, sur un catalogue comptant plus de 200 œuvres.

### Orchestre
- Sinfonia degli eroi (1905)
- Sinfonia del mare (1906)
- Sinfonia del silenzio e de la morte (1909–1910)
- Impressioni dal vero en trois parties
  - I (1910-1911)
  - II (1914-1915)
  - III (1921-1922)
- Pause del Silenzio en deux parties
  - I (1917)
  - II (1925-1926)
- Ditirambo tragico (1917)
- Ballet Pantea (1919)
- Cimarosiana (1921), cinq fragments symphoniques d’après l’œuvre pour clavier de Cimarosa
- Concerti (1931)
- Concerto nº 1 pour piano et orchestre (1931)
- Inni (1932)
- Concerto nº 1 pour violon et orchestre (1932)
- Sette Invenzioni (1933)
- Sinfonia nº 1 « In quattro tempi, come le quattro stagioni » (1933)
- Sinfonia nº 2 « Elegiaca » (1936)
- Concerto pour violoncelle et orchestre (1937)
- Concerto nº 2 pour piano et orchestre (1937)
- Concerto a tre pour violon, violoncelle, piano et orchestre (1938)
- Sinfonia no 3 "Delle campane" (1944–1945)
- Sinfonia nº 4 « In memoriam » (1946)
- Sinfonia nº 5 « Concertante in eco » (1947)
- Sinfonia nº 6 « Degli archi » (1947)
- Ballet Stradivario (1948)
- Sinfonia nº 7 « Delle canzoni » (1948)
- Concerto nº 3 pour piano et orchestre (1948)
- Concerto nº 4 pour piano et orchestre (1950)
- Sinfonia in un tempo (1950)
- Sinfonia dello Zodiaco « Quattro partite: dalla primavera all'inverno » (1951)
- Ballet El mondo novo (1951)
- Vivaldiana (1952)
- Passacaglie (1952)
- Fantasie di ogni giorno (1953)
- Elegia capriccio (1953)
- Fantasie concertanti (1954)
- Notturno di canti e balli (1957)
- Concerto nº 5 pour piano et orchestre (1958)
- Sinfonia per Antigenida (1962)
- Concerto nº 2 pour violon et orchestre (1963)
- Sinfonia no 8 « Symphonia brevis » (1964)
- Concerto nº 6 pour piano et orchestre (1964)
- Sinfonia nº 9 « Dell'Ahimè » (1966)
- Sinfonia nº 10 « Atropo » (1966–1967)
- Concerto pour flute et orchestre (1968)
- Sinfonia nº 11 « Delle cornamuse » (1969)
- Gabrieliana (1971)
- Omaggio a Belmonte (1971)

### Musique de chambre
- Sonata pour violoncelle et piano (1907–1908)
- Canto della Lontananza pour violon et piano (1919)
- Quatuor à cordes nº 1 « Rispetti e strambotti » (1920)
- Quatuor à cordes nº 2 « Stornelli e ballate » (1923)
- Quatuor à cordes nº 3 « Cantari alla madrigalesca » (1931)
- Epodi e giambi pour violon, hautbois, alto et basson (1932)
- Quatuor à cordes nº 4 (1934)
- Sonata a cinque pour flûte, harpe, alto, violon et violoncelle (1934)
- Quatuor à cordes nº 5 « dei capricci » (1941–1950)
- Sonatina pour violoncelle et piano (1942)
- Quatuor à cordes nº 6 « l'Arca di Noé » (1947)
- Quatuor à cordes nº 7 (1950)
- Sonata a quattro pour flute, hautbois, clarinette et basson (1954)
- Serenata mattutina pour dix instruments (1959)
- Serenata pour basson et dix instruments (1961)
- Macchine pour 14 instruments (1963)
- Quatuor à cordes no 8 « per Elisabetta » (1964)
- Endecatode pour 14 instruments et percussions (1966)

### Piano
- 6 morceaux (6 pezzi) (1905)
- Bizzarrie luminose dell'alba, del meriggio, della notte (1908)
- 3 danze antiche (1910)
- Poemetti lunari (1909–10)
- Tre improvisi per pianola
- Impressioni (vor 1914)
- Preludi autunnali (1914)
- Poemi asolani (1916)
- Barlumi (1917)
- Maschere che passano (1918)
- Risonanze (1918)
- La siesta (1920)
- A Claude Debussy (1920)
- Omaggi: a un pappagallo, a un elefante, a un idiota (1920)
- Cavalcate (1921)
- Il tarlo (1922)
- Pasqua di resurrezione (1924)
- 3 preludi e una fuga (1926)
- Epitaffio (1931)
- Prélude à une fugue imaginaire (1932)
- I minuetti di Ca' Tiepolo (1932)
- Preludio, ritmi e canti gregoriani (1937)
- Preludio e fuga (1940)
- Hortus conclusus (1946)
- Stradivario pour deux claviers (1955)
- Dialogo nº 2 pour deux claviers (1955)
- 5 studi per domani (1959)
- Variazione sulla pantomima dell' « Amor brujo » de Manuel de Falla (1959)
- Bianchi e neri (1964)

### Musique vocale
- Tre poesie di Angelo Poliziano (1920)
- San Francesco d'Assisi, mystère pour solistes, chœurs, et orchestre (1920–1921, New York 1922)
- Quattro sonetti del Burchiello (1921)
- Due sonetti del Berni (1922)
- Le Stagioni Italiche pour soprano et piano (1923, Venise 1925)
- La Cena, cantate pour chœurs et orchestre (1927, Rochester 1929)
- Commiato pour baryton et orchestre (1934)
- La Passione, cantate pour chœur et orchestre (Rome 1935)
- De Profundis pour une voix, alto et piano (Venise 1937)
- Missa Pro Mortuis pour baryton, chœurs et orchestre (Rome 1938)
- Quattro Vecchie Canzoni (1940, Washington 1941)
- Santa Eufrosina, mystère pour soprano, deux barytons, chœurs et orchestre (Rome 1942)
- Le Sette Allegrezze d'Amore (Milan 1945)
- La Terra, d'après les Géorgiques de Virgile (1946)
- Mondi celesti pour soprano et dix instruments (1948, Capri 1949)
- La Festa della Sensa pour baryton, chœurs et orchestre (1949–1950, Bruxelles 1954)
- Cinque favole (1950)
- Preludio e morte di Macbeth pour baryton et orchestre (1958, Milan 1960)
- Sette canzonette veneziane pour voix et piano (1960)

### Opéras
- L'Orfeide (1919–1922, Düsseldorf 1925), en trois parties :
  - I La morte delle maschere,
  - II Sette canzoni,
  - III Orfeo
- Tre commedie goldoniane (1920–1922, Darmstadt 1926) :
  - I La bottega da caffè,
  - II Sior Todero Brontolon,
  - III Le baruffe Chiozzotte
- Filomela e l'infatuato (1925, Prague 1928)
- Torneo notturno (1929)
- La favola del figlio cambiato (livret de Luigi Pirandello, 1933)
- Giulio Cesare (d’après Shakespeare (1935, Gênes 1936)
- Antonio e Cleopatra (d’après Shakespeare, 1937, Florence 1938)
- I capricci di Callot (d’après E.T.A. Hoffmann, 1942, Rome 1942)
- L'allegra brigata (1943, Milan 1950)
- Mondi celesti ed infernali (1949, Venise 1961)
- Il figliuol prodigo (1952, Florence 1957)
- Donna Urraca, atto unico (1954)
- Venere prigioniera (1955, Florence 1957)
- Il marescalco (1960, Trévise 1969)
- Don Giovanni (1963, Naples)
- Rappresentazione e festa di Carnasciale e della Quaresima (opéra-ballet, 1961, Venise 1970)
- Le metamorfosi di Bonaventura (Venise 1966)
- Don Tartufo bacchettone (1966, Venise 1970)
- Iscariota (1971)

## Cinéma
En 1985, a été réalisé le film Poemi Asolani sur la vie et l'œuvre de Gian Francesco Malipiero. Réalisation Georg Brintrup, Production WDR (durée : 60 min).

## Discographie
- 6 Concertos pour piano - Sandro lvo Bartoli, piano ; Orchestre de la radio de Sarrebruck, dir. Michele Carulli (9-15 juin 2005, 2 SACD CPO 777 287-2)